# Pasto (Morovis)
Pasto es un barrio ubicado en el municipio de Morovis en el estado libre asociado de Puerto Rico. En el Censo de 2010 tenía una población de 767 habitantes y una densidad poblacional de 94,25 personas por km².

## Geografía
Pasto se encuentra ubicado en las coordenadas 18°16′29″N 66°26′3″O / 18.27472, -66.43417. Según la Oficina del Censo de los Estados Unidos, Pasto tiene una superficie total de 8.14 km², de la cual 8.13 km² corresponden a tierra firme y (0.1%) 0.01 km² es agua.

## Demografía
Según el censo de 2010, había 767 personas residiendo en Pasto. La densidad de población era de 94,25 hab./km². De los 767 habitantes, Pasto estaba compuesto por el 91% blancos, el 5.22% eran afroamericanos, el 0.13% eran amerindios, el 2.87% eran de otras razas y el 0.78% pertenecían a dos o más razas. Del total de la población el 99.61% eran hispanos o latinos de cualquier raza.